# رودريغو فارغاس (لاعب كرة قدم)
رودريغو فارغاس (بالإسبانية: Rodrigo Vargas Touchard)‏ هو لاعب كرة قدم بوليفي في مركز الهجوم، ولد في 1 سبتمبر 1989 في لاباز في بوليفيا. لعب مع نادي خورخي ويلسترمان.

## وصلات خارجية
- رودريغو فارغاس (لاعب كرة قدم) على موقع قاعدة بيانات كرة القدم.إي يو (الإنجليزية)
- رودريغو فارغاس (لاعب كرة قدم) على موقع Soccerway.com (الإنجليزية)